# Zeche Himmelfahrt
Die Zeche Himmelfahrt in Aplerbeck-Berghofen ist ein ehemaliges Steinkohlenbergwerk. Die Zeche war auch unter den Namen Zeche Himmelfarth oder Zeche Himmelfahrt Amts Hörde bekannt und war etwa zehn Jahre in Betrieb. Über das Bergwerk wird nur wenig berichtet.

## Bergwerksgeschichte
Am 13. Mai des Jahres 1779 wurde die Mutung auf einen anzusetzenden Stollen beim Bergamt eingelegt. Der Stollen wurde an der Emscher angesetzt, das Stollenmundloch befand sich östlich der Zeche St. Martin. Im Anschluss an die Mutung wurde mit der Auffahrung des Stollens begonnen. Am 22. März des Jahres 1787 wurde das Flöz vermessen und am 9. September desselben Jahres erfolgte die Inaugenscheinnahme. Am 12. April des Jahres 1788 wurde ein Längenfeld verliehen. Vermutlich ging die Zeche nach der Verleihung in Betrieb. Ab August des Jahres 1796 war die Zeche nachweislich in Betrieb, im selben Jahr wurde begonnen, den Schacht Lisette abzuteufen. Im Jahr 1797 ging der Schacht Lisette in Förderung. Im Jahr 1798 wurde die Zeche Himmelfahrt stillgelegt. Am 27. August des Jahres 1830 konsolidierte die Zeche Himmelfahrt mit anderen Zechen zur Zeche Vereinigte Bickefeld Tiefbau.